# The Law of Men (film fra 1919)
The Law of Men er en amerikansk stumfilm fra 1919 af Fred Niblo.

## Medvirkende
- Enid Bennett som Laura Dayne
- Niles Welch som Denis Connors
- Andrew Robson som Benton Wade
- Dorcas Matthews som Mildred Wade
- Donald MacDonald som Jamison Keene